# NGC 7393
NGC 7393 est une galaxie spirale barrée située dans la constellation du Verseau. Cette galaxie a été découverte par l'astronome germano-britannique William Herschel en 1785.

## Description

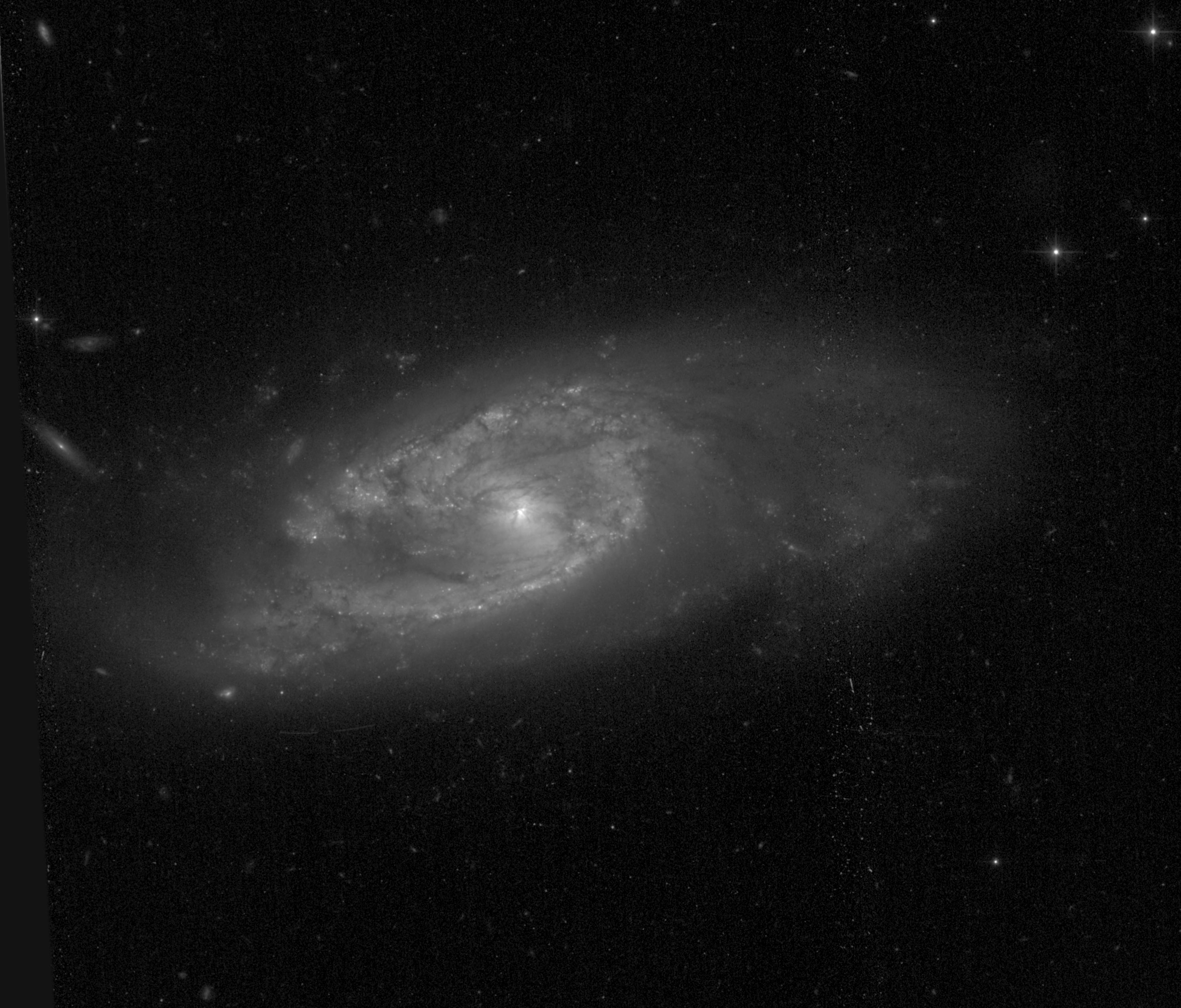
La galaxie NGC 7393 par le télescope spatial Hubble.
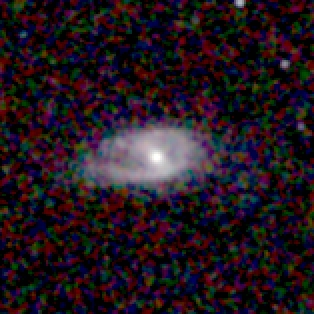
NGC 7393 en infrarouge par le relevé 2MASS.

Sa vitesse par rapport au fond diffus cosmologique est de 3 393 ± 26 km/s, ce qui correspond à une distance de Hubble de 50,1 ± 3,5 Mpc (∼163 millions d'al).
La classe de luminosité de NGC 7393 est III et elle présente une large raie HI. Elle renferme également des régions d'hydrogène ionisé. Selon la base de données Simbad, NGC 7393 est une galaxie active de type Seyfert 2.
À ce jour, sept mesures non basées sur le décalage vers le rouge (redshift) donnent une distance de 36,986 ± 5,265 Mpc (∼121 millions d'al), ce qui est à l'extérieur des valeurs de la distance de Hubble. Notons que c'est avec la valeur moyenne des mesures indépendantes, lorsqu'elles existent, que la base de données NASA/IPAC calcule le diamètre d'une galaxie et qu'en conséquence le diamètre de NGC 7393 pourrait être d'environ 29,0 kpc (∼94 600 al) si on utilisait la distance de Hubble pour le calculer.